# Engyprosopon mogkii
Engyprosopon mogkii är en fiskart som först beskrevs av Bleeker, 1854.  Engyprosopon mogkii ingår i släktet Engyprosopon och familjen tungevarsfiskar. Inga underarter finns listade i Catalogue of Life.